# Becoming
『Becoming』（ビカミング）は、鈴村健一の1枚目のオリジナルアルバム。2009年10月7日にLantisから発売された。

## 概要
初回限定盤は「INTENTION」、「The whole world」のPVを収録したDVDとの2枚組仕様。

## 収録曲
（全作詞：鈴村健一）
1. INTENTION [4:55]
作曲・編曲：黒須克彦
  - 『アニソンぷらす+』2008年10月エンディングテーマ
2. becoming soon [0:55]
作曲・編曲：松下典由
3. ROBOT [5:34]
作曲:萩原慎太郎・佐々木聡作、編曲：佐々木聡作
4. 新しい音色 [5:56]
作曲・編曲：黒須克彦
5. The whole world [4:55]
作曲:萩原慎太郎・佐々木聡作、編曲：佐々木聡作
  - 『アニソンぷらす+』2009年10月オープニングテーマ
6. Butterfly [4:11]
作曲・編曲：松下典由
7. コンパス [4:39]
作曲・編曲：松下典由
8. ミトコンドリア [4:16]
作曲・編曲：黒須克彦
  - 『アニソンぷらす+』2009年6月エンディングテーマ
9. センスオブワンダー [4:13]
作曲・編曲：NOIZ'n GIRL
10. そりゃそうです [4:55]
作曲・編曲：松下典由
11. レールウェイ [4:14]
作曲：溝下創、編曲：菊谷知樹
12. 模型飛行機 [5:15]
作曲・編曲：黒須克彦
13. シンプルな未来 [4:49]
作曲・編曲：松下典由
14. 12月の空 [4:47]
作曲・編曲：松下典由
15. Becoming [1:33]
作曲・編曲：松下典由